# Le songe d’une nuit d’été
Le songe d’une nuit d’été (deutscher Titel: Der Sommernachtstraum) ist eine Opéra-comique in drei Akten von Ambroise Thomas (Musik) mit einem Libretto von Joseph-Bernard Rosier und Adolphe de Leuven. Sie wurde am 20. April 1850 in der Salle Favart der Opéra-Comique in Paris uraufgeführt. Trotz des Titels handelt es sich nicht um eine Verarbeitung von Shakespeares Komödie Ein Sommernachtstraum, sondern um eine freie Fantasie, in der der Dichter (in der französischen Namensform „Shakspeare“) selbst zusammen mit Königin Elisabeth I. und dem Parkaufseher Falstaff auftritt.

## Handlung

### Erster Akt
Das Wirtshaus „Sirene“ in London; im Hintergrund ein gewölbtes Eingangstor; rechts das Ufer der Themse; links eine Treppe zum Bankettsaal
Szene 1. Da Falstaff, der Oberaufseher des königlichen Parks zu Richmond, ein Festessen zu Ehren des mit ihm befreundeten Dichters William Shakspeare beauftragt hat, treiben der Wirt Jérémy und seine Nichte Nelly ihre Angestellten zur Arbeit an (Chor: „Allons, point de paresse“).
Szene 2. Falstaff kommt hinzu und probiert schon einmal den Wein (Couplets Falstaff: „Allons, que tout s’apprète“).
Szene 3. Köche, Küchenjungen und Weinkellner bringen in einem Festzug das Essen herein (Marsch und Chor: „Le maître… le voici“).
Szene 4. Noch bevor die geladenen Gäste eintreffen, erscheinen Königin Élisabeth und ihre Hofdame Olivia, die nach dem Besuch eines von Spakspeares Schauspielen in ein Unwetter geraten sind und im Gasthof Schutz suchen. Sie haben sich vorsichtshalber maskiert (Duett Élisabeth/Olivia: „Quel effroi, calme-toi“).
Szene 5. Die beiden Damen erkennen Falstaff sofort und scherzen mit ihm. Da sie ihm bekannt vorkommen, versucht er, ihre Identität zu erraten, hat aber keinen Erfolg. Letztlich hält er sie für kostümierte Schauspieler und lädt sie zu seinem Fest ein (Terzett Élisabeth/Olivia/Falstaff: „Où courez vous mes belles“). Weil sich unter den anderen Gästen einige Personen zweifelhaften Rangs befinden, bittet er sie, im Nebenzimmer zu warten, bis das Fest begonnen hat.
Szene 6. Shakspeare, sein Freund Latimer, Schauspieler und weitere Gäste treffen ein. Alle preisen den Ehrengast (Chor: „Chantons sa gloire“). Shakspeare eröffnet das Fest (Couplets Shakspeare: „Enfans que cette nuit est belle“).
Szene 7. Die Gäste strömen in den Bankettsaal. Nur der zwanghaft eifersüchtige Latimer bleibt zurück, da er seine Geliebte Olivia vermisst. Shakspeare versucht ihn abzulenken, bis er von den anderen in den Saal gerufen wird.
Szene 8. Während die Gäste im Hintergrund fröhlich zechen, grübelt Latimer über seine Liebe zu Olivia nach (Romanze Latimer: „Son image si chère“).
Szene 9. Falstaff holt Élisabeth und Olivia aus dem Nebenzimmer ab. Beide bleiben weiterhin maskiert, zumal Olivia ihren Verehrer bemerkt hat. Falstaff behauptet, er wolle die beiden zu einem Stelldichein in seine Wohnung nach Richmond bringen.
Szene 10. Der mittlerweile angetrunkene Shakspeare verlässt den Bankettsaal, da er mit Nelly anbändeln will. Élisabeth ist schockiert, den von ihr verehrten Dichter in diesem Zustand anzutreffen. Ihre Versuche, ihn zur Vernunft zu bringen, scheitern kläglich. Da er sich von der maskierten Dame angezogen fühlt, drängt er alle anderen hinaus.
Szene 11. Als sie mit Shakspeare allein ist, weigert sich Élisabeth standhaft, ihre Maske abzulegen. Stattdessen ermahnt sie ihn, sein lasterhaftes Leben zu ändern. Shakspeare greift jedoch erneut zum Wein (Couplets Shakspeare: „Je trouve au fond du verre“) und schläft schließlich benommen ein. Élisabeth beschließt, ihn als sein „Schutzgeist“ wieder zur Vernunft zu bringen, um ihre und Englands Ehre zu retten (Cavatine Élisabeth: „Le voir ainsi“).
Szene 12. Die jetzt ebenfalls betrunkenen Gäste kommen aus dem Saal und verlangen randalierend nach mehr Wein (Chor und Szene: „Allons donc, tavernier du Diable“). Falstaff, Latimer und der Wirt können sie kaum im Zaum halten. Trotz des Trubels gelingt es Élisabeth, Falstaff eine Nachricht zukommen zu lassen: Er soll Shakspeare in den Park von Richmond bringen. Erst jetzt erkennt Falstaff zu seinem Schrecken, dass sie tatsächlich die Königin ist. Auch Latimer hat Olivia inzwischen erkannt und kann seine Eifersucht auf Falstaff kaum bannen. Die Gäste ziehen sich vorsichtig zurück, um nicht der Nachtwache in die Hände zu fallen.

### Zweiter Akt
Park des Schlosses von Richmond; links ein gotischer Pavillon mit einer Tür an der Seite; Nacht; Mondschein; im Hintergrund eine Barke
Szene 1. Introduktion. In der Barke bringt Falstaff den noch immer schlafenden Shakspeare in den Park. Von verschiedenen Seiten treffen Forstaufseher ein, die sich gegenseitig Hornsignale geben.
Szene 2/1. Die Forstaufseher besingen ihre wichtige Arbeit im Park (Chor: „Gardes de la Reine“).
Szene 3/2. Falstaff und der Förster Jarvis gesellen sich hinzu, und Falstaff erzählt eine gruselige Geschichte über den „wilden Jäger“ (Ballade Falstaff: „Dans l’ombre de la nuit“).
Szene 4/3. Nachdem die Forstaufseher gegangen sind, trifft Falstaff auf Latimer, der ihn nach seinem Verhältnis zu den verschleierten Damen fragt. Falstaff schwört „bei seiner Flasche“, dass „die Sprödere“ ihn sehr liebe (Duett Latimer/Falstaff: „Et s’il vous faut une preuve“) und zeigt ihm als Beweis ein Bouquet mit einem grünen Band. Latimer rast vor Eifersucht, verlangt aber noch einen weiteren Beweis. Falstaff behauptet daraufhin, dass sie in Kürze in sein Haus kommen werde. Latimer will dort auf sie warten und zieht Falstaff gewaltsam mit sich fort.
Szene 5/4. In diesem Moment erscheint Olivia im Park. Falstaff kann sich losreißen und läuft davon. Olivia versichert Latimer ihrer ungebrochenen Treue. Zwar kann sie ihm auf seine Frage nach dem Bouquet keine plausible Antwort geben, trägt aber immerhin den Ring seiner Mutter. Latimer glaubt ihr nicht und läuft verzweifelt fort. Olivia betritt traurig den Pavillon.
Szene 6/5. Shakspeare erwacht allmählich und wundert sich, wie er an diesen Ort gekommen ist. Gleichzeitig tritt Élisabeth aus dem Pavillon und beobachtet ihn aus der Ferne, während sie eine wortlose Melodie singt (Stanzen und Vokalisen Shakspeare/Élisabeth: „Oú suis-je“). Noch halb im Traum hält Shakspeare die verschleierte Élisabeth für die Julia aus seinem Drama Romeo und Julia und sich selbst für Romeo.
Szene 7/6. Élisabeth stellt sich Shakspeare als sein eigener Genius vor, der ihn auf den Pfad des Ruhms zurückführen wolle (Duett Élisabeth/Shakspeare: „Non, je ne suis pas Juiliette“). Sie hält ihm vor Augen, wie sich sein Leben entwickeln würde, sollte sein Genius ihn verlassen. Außerdem verheißt sie ihm eine liebende Frau und Kinder. Da erkennt Shakspeare, dass ihm nicht ein Geist, sondern eine echte Frau gegenübersteht. Von Gefühlen überwältigt fordert er sie auf, ihren Schleier abzunehmen. Als er sich für einen Moment umdreht, flieht Élisabeth in den Pavillon. Im selben Augenblick tritt Olivia heraus.
Szene 8/7. Shakspeare nimmt an, er habe mit Olivia gesprochen. Er ergreift ihre Hand und schwört ihr seine Liebe (Szene und Chor: „Reste, ah! reste encore“).
Szene 9/8. Latimer erblickt die beiden in dieser verfänglichen Situation. Er weist sämtliche Unschuldsbeteuerungen Olivias zurück, fordert Shakspeare zum Duell heraus und eilt fort. Shakspeare will ihm folgen, doch Olivia ist der Ohnmacht nahe und ruft um Hilfe.
Szene 10/9. Élisabeth eilt mit zurückgeschlagenem Schleier aus dem Pavillon, um ihrer Hofdame beizustehen. An ihrer Stimme erkennt Shakspeare, dass er zuvor mit der Königin selbst gesprochen hatte. Élisabeth befiehlt ihm Schweigen und geht mit Olivia zurück in den Pavillon.
Szene 11/10. Latimer kehrt zurück und drängt Shakspeare mit dem Degen in der Hand zum Kampf. Beide fechten.
Szene 12/11. Falstaff und die Forstaufseher eilen herbei, um die Kämpfenden zu trennen. Diese können sich jedoch befreien und fechten im Hintergrund weiter, bis Latimer stürzt und Shakspeare im Glauben, er habe ihn getötet, flieht.

### Dritter Akt
Prächtiger Audienzsaal im Palast von Whitehall; im Hintergrund eine Galerie; rechts und links Vorhänge vor den Türen
Szene 1. Élisabeth leidet darunter, dass ihr Leben trotz aller Pracht einsam ist und sie nicht den Mann lieben darf, für den ihr Herz brennt (Zwischenaktmusik und Arie Élisabeth: „Malgré l’eclat qui m’environne“).
Szene 2. Olivia und Élisabeth sorgen sich um das Schicksal Latimers. Élisabeth hat Falstaff herbeordert, um ihn vorsichtig über den genauen Verlauf des Duells auszuhorchen.
Szene 3. Ein Page meldet die Ankunft Falstaffs. Élisabeth setzt diesen zunächst unter Druck, indem sie ihm den Befehl diktiert, einen gewissen Aufseher des königlichen Parks ausfindig zu machen, der die Erträge des königlichen Gartens für sich selbst nutze und daher gehängt werden solle. Als Probe für seine Redlichkeit soll Falstaff die Vorkommnisse jener Nacht genauestens erzählen. Falstaff, der nicht zugeben will, dass er seine Aufsichtspflicht in dieser Nacht vernachlässigte, behauptet, es sei überhaupt nichts vorgefallen: „Die Hirsche haben geschrieen, die Nachtigall hat geschlagen, der Zephyr hat gesäuselt, die Insekten haben gesummt und das Espenlaub hat gezittert.“ Durch geschickte Rückfragen bekommt Élisabeth schließlich die Wahrheit heraus: Latimer wurde nicht verletzt, sondern ist während des Duells vor Aufregung in eine Art Ohnmacht gefallen. Sein Gegner, der ihn für tot hielt, floh. Er sprang daraufhin verwirrt über eine Mauer und fiel in die Themse, wo er von Schiffern gerettet und nach Hause gebracht wurde. Élisabeth lässt Falstaff Stillschweigen schwören – er soll bei seiner ursprünglichen Version der Geschichte bleiben und habe auch nie den Auftrag erhalten, Shakspeare nach Richmond zu bringen. Sie fordert ihn auf, ihr ins Nebenzimmer zu folgen, damit Olivia Latimer allein sprechen kann.
Szene 4. Olivia ist erleichtert, dass Latimer nichts geschehen ist (Romanze Olivia: „Le ciel axauce ma prière“).
Szene 5. Als Latimer eintritt, fordert er sofort den Ring seiner Mutter zurück. Er ist fest überzeugt, dass Olivia ihn betrogen hat und lässt sich durch nichts vom Gegenteil überzeugen, zumal Olivia über die wahren Geschehnisse schweigen muss (Duett Olivia/Latimer: „Je suis trahi“).
Szene 6. Als der Page das Eintreffen Shakspeares meldet, kehrt Élisabeth zurück und befiehlt Latimer, im Nebenzimmer zu warten.
Szene 7. Élisabeth versucht, Shakspeare einzureden, dass die Vorkommnisse im Park lediglich seiner Fantasie entsprungen seien. Er erklärt jedoch, dass dort außer ihr noch zwei weitere Zeugen zugegen waren, darunter ihre Hofdame Olivia.
Szene 8. Élisabeth lässt Olivia holen. Diese leugnet vereinbarungsgemäß, im Park gewesen zu sein. Sie habe die Nacht in Gegenwart der Königin im Palast verbracht. Auch von dem Duell will sie nichts wissen. Élisabeth ergänzt, es sei lediglich ein „Sommernachtstraum“ gewesen (Lied Élisabeth: „C’est un rève“). Die beiden Frauen lassen Shakspeare allein.
Szene 9. Verwirrt geht Shakspeare seine Erinnerungen noch einmal durch.
Szene 10. Shakspeare fragt Falstaff nach den Vorkommnissen der letzten Nacht. Der hält sich an seine Befehle: „Die Hirsche haben geschrieen…“ Da erblickt Shakspeare im Hintergrund der Szene Latimer im Gespräch mit einem Hofherren. Er hat ihn also offensichtlich nicht getötet.
Szene 11. Zu seiner tiefen Enttäuschung ist Shakspeare jetzt überzeugt, dass tatsächlich alles nur ein Traum war. Er will nur noch sterben (Romanze Shakspeare: „Un songe, hélas“).
Szene 12. Élisabeth befiehlt Shakspeare, am Leben zu bleiben und sein Werk fortzusetzen. Dabei deutet sie an, dass die letzte Nacht vielleicht doch kein Traum war. Er dürfe aber nie davon erzählen.
Szene 13. Latimer hat das Gespräch hinter dem Vorhang mitangehört und weiß jetzt, dass Olivia unschuldig ist. Er fleht sie um Vergebung für sein Verhalten an und bittet sie, seinen Ring zurückzunehmen. Olivia verzeiht ihm. Shakspeare verspricht seinem Freund Falstaff, dass er in seinen Werken ewig leben werde. Hofleute erscheinen (Chor: „Vive notre Reine“) und stimmen in den von Élisabeth angestimmten Lobgesang auf Shakspeare ein (Hymne Élisabeth: „Dieu le veut“).

## Gestaltung
In Le songe d’une nuit d’été vereint Ambroise Thomas unterschiedliche Opernstile seiner Zeit. Neben typischen Elementen der Opéra-comique wie den schnellen Dialogen, den Verwechslungsszenen, dem Duell und dem glücklichen Schluss gibt es auch ernste Hintertöne, beispielsweise den Verzicht auf das eigene Glück aus politischen Gründen oder die hohe Wertschätzung der Kunst und des Künstlers, wie es dem „Geniekult“ des 19. Jahrhunderts entsprach. Die angedeutete Liebe zwischen Shakspeare und der Königin wird in eine Verbindung zwischen Künstler und Mäzenin umgewandelt. Das Happy End ist dem zweiten Paar Olivia/Latimer vorbehalten.
Beherrschendes Motiv der Ouvertüre ist ein Marsch mit ungewöhnlichem Rhythmus. Das Duett Shakspeare/Élisabeth im zweiten Akt steht exemplarisch für Thomas’ Kunst, die unterschiedlichen Bedeutungsebenen der Textvorlage musikalisch umzusetzen. Die Königin weckt hier nicht durch ihre Schönheit, sondern durch ihre Stimme das erotische Begehren des Dichters. Robert Ignatius Letellier nannte als besonders gelungene Stücke der Oper Falstaffs Couplets (I:2), die Parade der Kellner (I:3), das Terzett (I:5), den Chor der Forstaufseher (II:2), die Visionen Shakspeares (II:6), das Duett Olivia/Latimer (III:5) und das nur von Flöte und Streicher-Pizzicati begleitete Lied Élisabeths (III:8), das oft als Zugabestück genutzt wurde. Die Instrumentierung zeigt besonders in den Zwischenaktmusiken Thomas’ wachsende Fähigkeiten in diesem Bereich.

### Orchester
Die Orchesterbesetzung der Oper enthält die folgenden Instrumente:
- Holzbläser: Piccoloflöte, zwei Flöten, zwei Oboen, zwei Klarinetten, zwei Fagotte
- Blechbläser: vier Hörner, zwei Cornets à pistons (beide auch Trompete), drei Posaunen
- Pauken, Schlagzeug: große Trommel, Becken, kleine Trommel, Triangel
- Harfe
- Streicher
- Bühnenmusik auf der Szene: Piccoloflöte, zwei Oboen, zwei Klarinetten, zwei Hörner, Triangel, Hammerglocken
- Bühnenmusik hinter der Szene: Harmonium, Harfe

### Musiknummern
Der um 1857 herausgegebene Klavierauszug von Eugène Vauthrot führt die folgenden Musiknummern auf (deutsche Titel nach der Übersetzung von Carl Gollmick):
Erster Akt
- Nr. 1. Introduktion
  - Chor: „Allons, point de paresse“ – „Auf, auf, nur nicht gezaudert“ (Szene 1)
  - Couplets (Falstaff): „Allons, que tout s’apprète“ – „Auf, laßt die Freude leben“ (Szene 2)
  - Marsch und Chor: „Le maître… le voici“ – „Der Meister… er harret schon“ (Szene 3)
  - Duett (Élisabeth, Olivia): „Quel effroi, calme-toi“ – „O, welch ein Sturm! welch wildes Toben!“ (Szene 4)
- Nr. 2. Terzett (Élisabeth, Olivia, Falstaff): „Où courez vous mes belles“ – „Nun, wo geht’s hin, ihr Damen?“ (Szene 5)
- Nr. 3.
  - Chor: „Chantons sa gloire“ – „Dem Dichter Preis“ (Szene 6)
  - Couplets (Shakspeare): „Enfans que cette nuit est belle“ – „Laßt Freunde, die Nacht munterm Scherz“ (Szene 6)
- Nr. 4. Romanze (Latimer): „Son image si chère“ – „Nur allein ihre Liebe“ (Szene 8)
- Nr. 5. Finale
  - Couplets (Shakspeare): „Je trouve au fond du verre“ – „Wohlan, so will ich trinken“ (Szene 11)
  - Cavatine (Élisabeth): „Le voir ainsi“ – „So ihn zu seh’n“ (Szene 11)
  - Chor und Szene (Latimer, Falstaff, Jérémy, Élisabeth, Olivia): „Allons donc, tavernier du Diable“ – „Fauler Wirth, willst Du Dich bemühen?“ (Szene 12)

Zweiter Akt
- Nr. 6.
  - Zwischenaktmusik (Szene 1/–)[A 3]
  - Chor: „Gardes de la Reine“ – „Laßt uns sorglich wachen“ (Szene 2/1)
  - Ballade (Falstaff): „Dans l’ombre de la nuit“ – „In schwarzer Mitternacht“ (Szene 3/2)
- Nr. 7. Duett (Latimer, Falstaff): „Et s’il vous faut une preuve“ – „Und sollten Sie einen Zweifel noch hegen“ (Szene 4/3)
- Nr. 8. Finale
  - Stanzen und Vokalisen (Shakspeare, Élisabeth): „Oú suis-je“ – „Wo bin ich?“ (Szene 6/5)
  - Duett (Élisabeth, Shakspeare): „Non, je ne suis pas Juiliette“ – „Nein, ich bin nicht Julia’s Schatten“ (Szene 7/6)
  - Szene und Chor (Olivia, Shakspeare, Latimer, Falstaff): „Reste, ah! reste encore“ – „Bleib’ o, bleibe noch!“ (Szene 8/7)

Dritter Akt
- Nr. 9. Zwischenaktmusik und Arie (Élisabeth): „Malgré l’eclat qui m’environne“ – „Mag mich auch Hoheit rings umgeben“ (Szene 1)
- Nr. 10.
  - Romanze (Olivia): „Le ciel exauce ma prière“ – „Mein Fleh’n zum Himmel ward erhöret“ (Szene 4)
  - Duett (Olivia, Latimer): „Je suis trahi“ – „Mir wird Verrath“ (Szene 5)
- Nr. 11. Lied (Élisabeth): „C’est un rève“ – „Flücht’ger Traum“ (Szene 8)
- Nr. 12. Romanze (Shakspeare): „Un songe, hélas“ – „So war’s ein Traum“ (Szene 11)
- Nr. 13. Finale
  - Chor: „Vive notre Reine“ – „Hoch leb’ Elisabeth“ (Szene 13)
  - Nationale Hymne (Élisabeth): „Dieu le veut“ – „Weit und breit wird Dein Name gepriesen“ (Szene 13)

## Werkgeschichte
In den Jahren 1849 bis 1851 komponierte Ambroise Thomas drei komische Opern für die Pariser Opéra-Comique, die allesamt Erfolg hatten: Le Caïd (Der Kadi, 1849), Le songe d’une nuit d’été (Der Sommernachtstraum, 1850) und Raymond ou Le secret de la Reine (Raymond, 1851). Das Libretto von Le songe d’une nuit d’été stammt von Joseph-Bernard Rosier und Adolphe de Leuven. Möglicherweise hatte es ein Boulevardstück zur Vorlage, doch ist darüber nichts Näheres bekannt.
Die Gesangspartien der Hauptrollen schrieb Thomas konkret für die vorgesehenen Sänger, vor allem für die Koloratursopranistin Delphine Ugalde (Élisabeth) und den Spielbass Charles-Amable Battaille (Falstaff). Ugalde war zur Zeit der Uraufführung am 20. April 1850 in der Salle Favart allerdings erkrankt und konnte ihre Rolle erst später aufnehmen. Für sie sprang in der Premiere Constance-Caroline Faure-Lefèbvre ein. In den weiteren Hauptrollen sangen Sophie Grimm (Olivia), Joseph-Antoine-Charles Couderc (William Shakspeare) und Jean-Jacques Boulo (Lord Latimer). Regie führte Toussaint-Eugène-Ernest Mocker.

Delphine Ugalde als Élizabeth
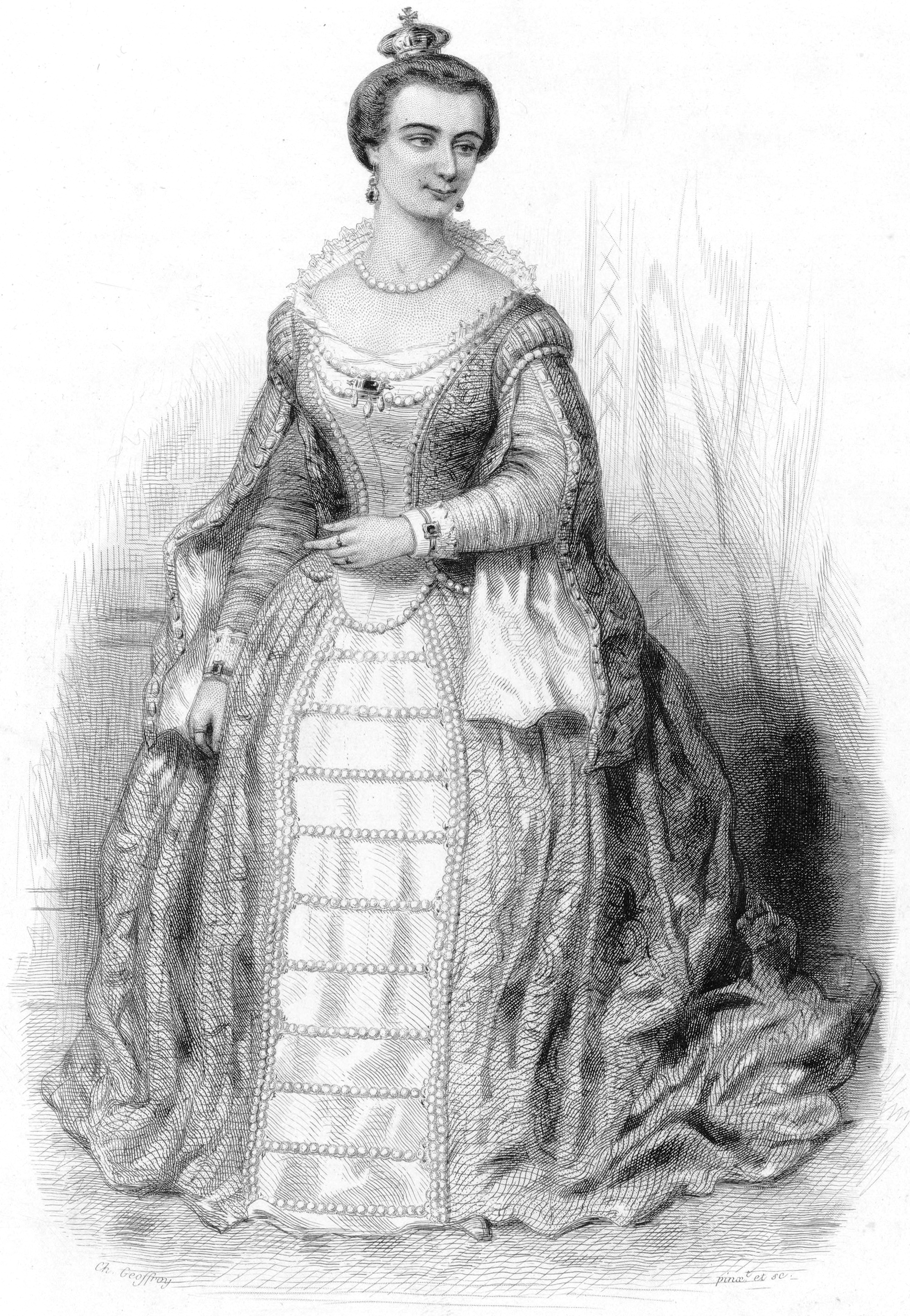
Gravur von Charles Michel Geoffroy
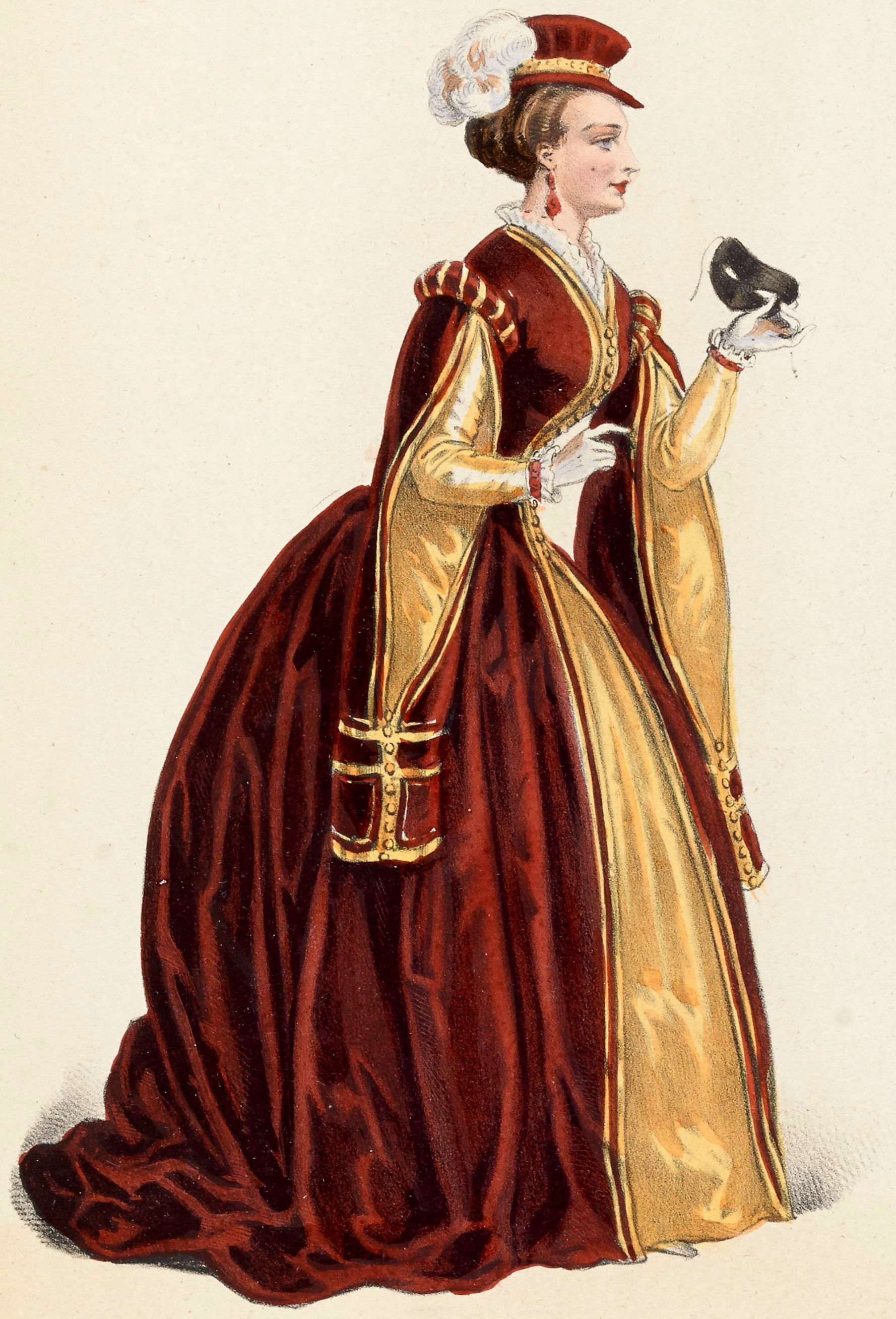
Erster Akt
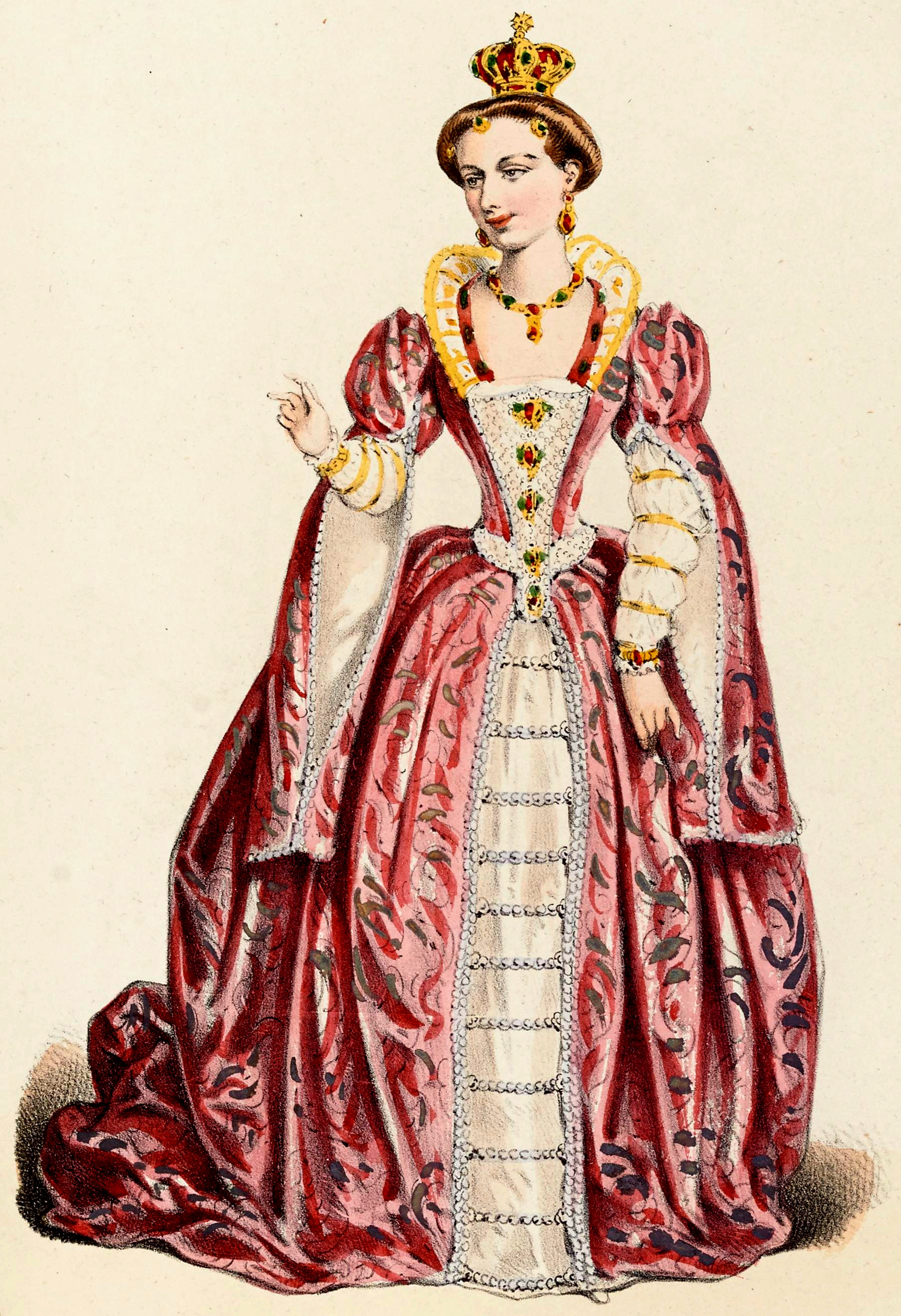
Dritter Akt

Eduard Hanslick verurteilte den Text scharf, da darin die Namen von Elisabeth I. und William Shakespeare „als Aushängeschild für eine romantische Erfindung unmöglichster Art benützt“ wurden. Andererseits fand er die Oper selbst „anmutig mit jener lustspielmäßigen Zuspitzung, welche die französische Spieloper auszeichnet, und mit einer Musik voll graziöser Einzelheiten“.
Ab dem 19. April 1886 wurde das Werk erneut an der Opéra-Comique gespielt. Hierfür erstellte Thomas eine Neufassung, in der er die meisten Dialoge durch Rezitative bzw. eine Passage Shakspeares im ersten Akt durch ein Arioso ersetzte. Außerdem ergänzte er ein Terzett im dritten Akt. Die ursprüngliche Tenor-Partie des Shakspeare passte er für den Sänger Victor Maurel an dessen Bariton-Lage an.
Den Klavierauszug erstellte Eugène Vauthrot. Szenen aus der Oper wurden 1893 als Motiv für eine Serie von Liebigbildern ausgewählt.
Weitere Aufführungen waren unter anderem:
- 1850: Brüssel, Théâtre de la Monnaie
- 1852: Frankfurt am Main; deutsche Fassung von Carl Gollmick
- 1852: New York, Niblo’s Garden; Gastspiel einer französischen Operntruppe
- 1853: Berlin, Friedrich-Wilhelmstädtisches Theater; erst in französischer, dann in deutscher Sprache
- 1854: Wien
- 1854: Genf
- 1854: Buenos Aires
- 1897: Padua; italienische Fassung von Angelo Zanardini
- 1898: Glasgow; englische Fassung von William Beatty-Kingston mit dem Titel A Poet’s Dream
- 1900: Paris, Opéra-Populaire
- 1915: Paris, Trianon-Lyrique
- 1937: Brüssel
- 1994: Compiègne, Théâtre Impérial; anlässlich der Feiern zur Eröffnung des Eurotunnels; Regie: Pierre Jourdan, Dirigent: Michel Swierczewski
- 2021: Wexford Festival Opera; Inszenierung: Stefania Panighini, Dirigent: Guillaume Tourniaire.[7]

## Aufnahmen
- 7. Mai 1994 – Michel Swierczewski (Dirigent), Pierre Jourdan (Regie), Orchestre Symphonique de la Radio Télévision de Cracovie, Chœurs du Théâtre Français de la Musique.
 Ghyslaine Raphanel (Élisabeth), Cécile Besnard (Olivia), Michaela Mingheras (Nelly), Alain Gabriel (William Shakspeare), Franco Ferrazzi (Lord Latimer), Jean-Philippe Courtis (Falstaff), Gilles Dubernet (Jérémy).
 Video; live aus dem Théâtre Impérial Compiègne.
 Cascaravelle VELD 7002 (1 DVD).[8]
- 23. Oktober 2021 – Guillaume Tourniaire (Dirigent), Orchester und Chor der Wexford Festival Opera.
 Hasmik Torosyan (Élisabeth), Valentina Mastrangelo (Olivia), Kathleen Norchi (Nelly), Sébastien Guèze (William Shakspeare), Vasyl Solodkyy (Lord Latimer), Tommaso Barea (Falstaff), Rory Dunne (Jérémy).
 Live aus dem O’Reilly Theatre in Wexford im Rahmen des Wexford Opera Festivals.
 Übertragung im Radio hr2-kultur.[9]

## Digitalisate
- Le songe d’une nuit d’été: Noten und Audiodateien im International Music Score Library Project
- Libretto (französisch), Brüssel 1850. Digitalisat bei Google Books
- Carl Gollmick: Der Sommernachtstraum. Deutsche Übersetzung des Librettos, Mainz 1850. Digitalisat bei Google Books
- Luigi Zanetti: Il sogno d’una notte d’estate. Italienische Übersetzung des Librettos, 1868. Digitalisat des Museo internazionale e biblioteca della musica di Bologna